# Берег Петра Чичагова
Берег Петра Чичагова — морское побережье юго-западной части Таймырского полуострова между Енисейским заливом и устьем реки Пясина. Протяжённость с запада на восток около 200 км. Омывается водами Карского моря, в том числе Пясинским заливом. С юга ограничивается отрогами горного массива Бырранга.
На крайней западной точке Берега расположен самый северный порт России и поселок городского типа Диксон с населением около 700 человек. Других постоянных населённых пунктов нет, однако вдоль всего Берега образовано большое количество зимовок.
Линия Берега преимущественно прямая лишь с одной крупной бухтой — Макарова. В Карское море в районе Берега впадает большое количество мелких рек, в том числе (с запада на восток) Аварийная, Убойная, Зеледеева, Талая, Новоморжово, Домба, Макарова, Ловких и Бегичева. Растительное покрытие тундровое.
Берег входит в состав Красноярского края.

## История
Берег назван в честь Пётра Гавриловича Чичагова, выпускника Навигационной школы и Морской академии, производившего в 1719—1736 годах военно-географическую съемку огромной территории севера Западной и Восточной Сибири, включая часть побережья полуострова Таймыр.